# Power Rangers Dino Super Charge
Power Rangers Dino Super Charge is de 23e seizoen van de Power Rangers-franchise en het tweede seizoen van Power Rangers Dino Charge. Het werd uitgezonden op Nickelodeon vanaf 30 januari 2016 en eindigde op 10 december 2016. De serie is een bewerking van Zyuden Sentai Kyoryuger, een Japanse Super Sentai-serie. Dit seizoen vervolgt de avonturen van de Power Rangers terwijl ze nieuwe en terugkerende schurken bestrijden en proberen de machtige Energems te beschermen.

## Verhaallijn
Het verhaal gaat verder waar Power Rangers Dino Charge stopte. Met Sledge ogenschijnlijk verslagen, denken de Rangers dat het gevaar is geweken. Maar een nieuwe dreiging duikt op in de vorm van Heckyl en zijn monsterlijke alter ego, Snide. Dit kwaadaardige duo wil de Energems voor hun eigen snode doeleinden gebruiken, wat leidt tot een nieuw gevecht tussen goed en kwaad.
Terwijl de Rangers hun missie voortzetten, worden ze geconfronteerd met formidabele vijanden zoals Lord Arcanon, Singe en de overblijfselen van Sledge’s troepen, waaronder Wrench, Fury en Poisandra. Onderweg ontdekken ze meer geheimen over de Energems en hun connectie met de prehistorie van de aarde. Het team krijgt nieuwe bondgenoten en ontgrendelt krachtige upgrades, waaronder de Dino Super Drive Mode. In de climax van de serie reizen de Rangers door de tijd om Sledge’s oorspronkelijke aanval te voorkomen, waardoor de geschiedenis wordt veranderd en een nieuwe toekomst voor de mensheid ontstaat. In deze alternatieve tijdlijn sterven de dinosauriërs nooit uit, wat de geschiedenis van de aarde drastisch verandert.

## Cast en Personages

### Rangers
Tyler Navarro (Rode Ranger) – De moedige leider van het team, op zoek naar zijn vermiste vader.
Chase Randall (Zwarte Ranger) – Een relaxte en getalenteerde scherpschutter uit Nieuw-Zeeland.
Koda (Blauwe Ranger) – Een holbewoner uit de prehistorie die dankzij de Blauwe Energem in leven is gebleven.
Riley Griffin (Groene Ranger) – Een tactische en intelligente zwaardvechter die logica en precisie waardeert.
Shelby Watkins (Roze Ranger) – Een gepassioneerde dinoliefhebber en het hart van het team.
Ivan van Zandar (Gouden Ranger) – Een middeleeuwse ridder die eeuwen geleden werd verbonden met de Gouden Energem.
Kendall Morgan (Paarse Ranger) – De wetenschapper en mentor van het team, die later zelf een Ranger wordt.
James Navarro (Aqua Ranger) – Tyler’s lang verloren vader, die al jaren vermist was.
Zenowing (Zilveren Ranger) – Een wijze en ervaren krijger die eerder Heckyl mentor was voordat hij een Ranger werd.
Prins Phillip III (Grafiet Ranger) – De nobele heerser van Zandar die zich aansluit bij de Rangers.

### Schurken
Heckyl / Snide – Het primaire antagonistenduo, waarbij Snide de meedogenloze en dominante persoonlijkheid is.
Lord Arcanon – Een machtige buitenaardse krijgsheer die de Energems wil verzamelen voor vernietiging.
Singe – Een sluwe krijger die samenwerkt met Lord Arcanon en bedreven is in gevechten en misleiding.
Wrench, Fury en Poisandra – Overlevende leden van Sledge’s bemanning die een voortdurende dreiging vormen.
Sledge – De oorspronkelijke schurk van Dino Charge, die voor dood werd gehouden maar later terugkeert.

### Bondgenoten
Keeper – De oude beschermer van de Energems die als mentor van de Rangers fungeert.
Zenowing – Een wijze krijger die zich aanvankelijk tegen de Rangers keert, maar later bij hen aansluit.
Prins Phillip III (Grafiet Ranger) – Een nobele heerser die de macht van de Grafiet Energem verdient.
Heckyl – Aanvankelijk een schurk, maar later hervormd en een belangrijke bondgenoot in de strijd tegen grotere dreigingen.

## Belangrijke Kenmerken
Dino Super Drive Mode – Een krachtige nieuwe upgrade die de vaardigheden van de Rangers verbetert.
Nieuwe Zords en Megazords – Inclusief de Titano Zord en de Spino Zord, die het arsenaal van de Rangers uitbreiden.
Tijdreis-Finale – De serie eindigt met een ongekende tijdreisreeks die de geschiedenis van de aarde verandert, waardoor de dinosauriërs nooit uitsterven.
Uitgebreide Schurkenlijst – De introductie van Lord Arcanon en Singe voegt extra lagen van conflict toe naast de oorspronkelijke schurken.

## Afleveringen
Het seizoen bestaat uit 20 afleveringen, inclusief een tweedelige finale en een speciale feestaflevering. Elke aflevering draagt bij aan de doorlopende verhaallijn en introduceert nieuwe uitdagingen en karakterontwikkelingen. Het seizoen bevat ook cross-over elementen, waarbij eerdere Power Rangers-series worden gerefereerd.

## Ontvangst
Power Rangers Dino Super Charge kreeg over het algemeen positieve recensies van zowel fans als critici. De serie werd geprezen om zijn boeiende verhaal, karakterontwikkeling en het verrassende gebruik van tijdreizen in de finale. Sommige fans vonden het gewijzigde tijdlijn-einde controversieel, omdat bepaalde gebeurtenissen uit de continuïteit werden gewist. Desondanks blijft het seizoen een favoriet onder moderne Power Rangers-fans. De actiescènes en kostuumontwerpen werden bijzonder goed ontvangen, waarbij velen de westerse aanpassing van Zyuden Sentai Kyoryuger complimenteerden.

## Merchandise en Erfgoed
Als onderdeel van de Power Rangers-franchise bracht Dino Super Charge verschillende merchandise uit, waaronder actiefiguren, Zord-speelgoed en videogames. De Megazords en Ranger-figuren van het seizoen waren populair bij verzamelaars. Daarnaast speelde Dino Super Charge een rol in de 25e verjaardag van de franchise, waarbij de Rangers cameo-optredens maakten in latere Power Rangers-crossovers.
De serie droeg ook bij aan de uitbreiding van de Power Rangers-mythologie, met name door het gebruik van tijdreizen, de oorsprong van de Energems en de introductie van alternatieve dimensies, wat later een belangrijk element werd in Power Rangers Beast Morphers en Power Rangers Dino Fury.

## Gemaakt door
Productie: Saban Brands, SCG Power Rangers
Showrunner: Judd Lynn
Uitgezonden op: Nickelodeon

## Externe bronnen
- Officiële Power Rangers Website
- Power Rangers Dino Super Charge op IMDb
- Power Rangers Dino Super Charge op RangerWiki
- Nickelodeon Officiële Site
- Super Sentai Zyuden Sentai Kyoryuger Informatie
- Power Rangers Officieel YouTube Kanaal